# Sygnałosom CSN
Sygnałosom CSN (ang. "CSN signalosome") – kompleks białkowy uczestniczący w regulacji proteasomalnej degradacji białek.
Pierwsze doniesienia na temat istnienia CSN (nazwanego wówczas COP9) u A. thaliana dotyczyły mutantów o bardzo charakterystycznym fenotypie: kiełkujące Arabidopsis hodowane w ciemności przejawiały cechy typowe dla roślin wzrastających w normalnych warunkach oświetleniowych.
Wykryto u nich mutacje w genach kodujących białka podobne do podjednostek proteasomu.
Dużo później okazało się, że nowy kompleks białkowy występuje u wszystkich organizmów eukariotycznych i wpływa na niemal wszystkie procesy metaboliczne u roślin, drożdży, nicieni, owadów oraz ssaków. U wszystkich tych organizmów opisano ortologi poszczególnych białek kompleksu CSN i mimo że kompleksy w pewnych przypadkach nieznacznie różnią się pomiędzy sobą składem podjednostkowym; ogólna budowa CSN i jego główne funkcje pozostają zachowane.
Budowa CSN:
CSN jest kompleksem białkowym złożonym z ośmiu podjednostek.
Jego ciężar szacuje się na ok. 450-550 kDa, poszczególne podjednostki mają masy od 20 kDa do ok. 55 kDa.
Odpowiednie podjednostki CSN oddalonych od siebie ewolucyjnie eukariontów wykazują na tyle duże wzajemne powinowactwo, że mogą się ze sobą wiązać, choć z niską wydajnością. Co więcej są one podobne także do ośmiu elementów budowy części regulacyjnej proteasomu. Oba kompleksy są prawdopodobnie pokrewne ewolucyjnie.
Funkcja CSN
Nie poznano jeszcze wszystkich funkcji CSN. Wiadomo na pewno, że aktywny biologicznie sygnałosom jest metaloproteazą, uczestniczy w odłączaniu białek podobnych do ubikwityny od białek bezpośrednio regulujących usuwanie białek.
Dotychczas wykryto powiązania funkcjonalne pomiędzy CSN a ponad 30 białkami regulacji cyklu komórkowego, wśród których znajdziemy cykliny, czynniki transkrypcyjne, białka systemów naprawy DNA, białka apoptotyczne i inne. Są to białka o krótkim czasie życia, ich degradacja jest ściśle kontrolowana. Usuwaniem każdego z tych białek zajmuje się proteasom 26S, kontrolowany przez CSN. W związku z tym zakłócenia struktury CSN w komórkach może prowadzić do powstawania nowotworu. 